# Desa Mekarsari (administrativ by i Indonesien, Jawa Barat, lat -6,66, long 107,17)
Desa Mekarsari är en administrativ by i Indonesien.   Den ligger i provinsen Jawa Barat, i den västra delen av landet, 60 km sydost om huvudstaden Jakarta.